# Коваленко Валентин Анатолійович
Валентин Коваленко (узб. Valentin Kovalenko; 9 серпня 1975 року, Ташкент, Узбецька РСР, СРСР) — узбецький футбольний арбітр, арбітр ФІФА з 2002 року.

## Кар'єра
Є арбітром ФІФА. Судить матчі Чемпіонату Узбекистану і Кубка Узбекистану з футболу.
В АФК обслуговує матчі збірних країн, матчі Ліги чемпіонів АФК і Кубку АФК. Був у списку резервних суддів Кубка Азії 2011 року. Судив фінал Кубка АФК 2012 року.
Був одним з арбітрів Кубка Азії 2019 року.